# Disastro del K2 (2008)

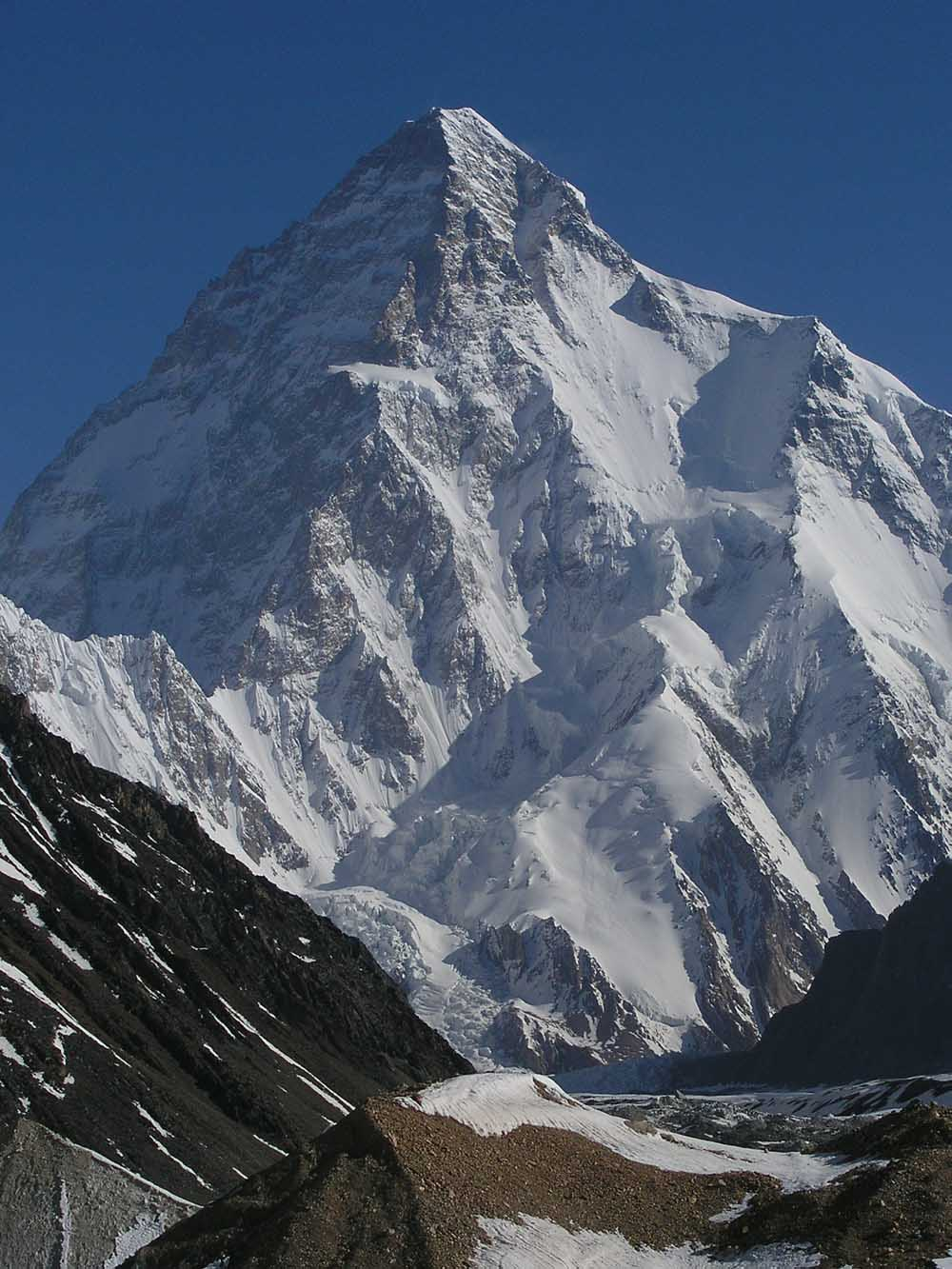
Il K2 in estate

Il disastro del K2 del 2008 è una serie di eventi che, tra il 1° e il 2 agosto 2008, ha provocato la morte di undici alpinisti in prossimità della vetta del K2.

## Storia

### 1º agosto
Il 1º agosto 2008, dopo settimane di brutto tempo, circa trenta alpinisti di otto nazionalità partono alle tre di notte dal campo 4 sulla Spalla del K2 per raggiungere la vetta. Il tempo è perfetto e le due cordate principali, partite alcuni giorni prima dal campo base, sono di nuovo unite: la spedizione olandese capitanata da Wilco van Rooijen proviene dalla via Cesen, la spedizione norvegese, quella sudcoreana, l'italiana, la francese e la serba provengono dalla via normale (Sperone Abruzzi). Il grosso del gruppo è preceduto dallo spagnolo Alberto Zerain, partito dal campo 3 della via normale, e da alcuni portatori incaricati di battere la traccia e piazzare le corde fisse nei punti più difficili.
Le prime vittime della giornata si registrano durante la salita: tra il Collo di bottiglia e il Traverso, il serbo Dren Mandic perde l'equilibrio nel tentativo di raggiungere, superando l'alpinista Cecilie Skog, un suo compagno e, non essendo assicurato, precipita per quasi 200 metri, mentre il portatore pakistano Jehan Baig precipita a sua volta cercando di portare il corpo di Mandic al campo 4.
L'incidente, la scarsa attrezzatura usata per assicurare il percorso, errori nello stendere le corde fisse, l'assenza del più esperto dei portatori Shaheen Baig (tornato al campo base dopo alcuni malori) e il gran numero di alpinisti impegnati sulla via fanno sì che il gruppo arrivi in vetta molto tardi. I norvegesi arrivano alle 17:20, i coreani alle 17:30, gli olandesi e l'italiano Marco Confortola arrivano tra le 18:30 e le 19:30 (per altri l'arrivo degli ultimi scalatori è da posticipare alle 20). Unico ad arrivare ad un orario sicuro è Zerain: alle 15 arriva in cima e in serata è in tenda al campo 3. La sera del primo agosto 2008 sono 18 gli alpinisti che raggiungono la vetta del K2 e si preparano alla discesa.
Durante la discesa, alle 20:30 circa, il distacco di una parte del grande seracco che insiste sul Collo di bottiglia fa la terza vittima: il norvegese Rolf Bae che scendeva senza aver raggiunto la cima. Poco dopo è la volta del francese Hugues d'Aubarede che, stanco, morirà scivolando lungo la parete dopo il Traverso. La slavina che uccide Bae porta via anche molte delle corde fisse sul Collo di bottiglia, cosa che rende la discesa molto più difficile. Il team norvegese, quello coreano e due scalatori di quello olandese continuano comunque la discesa e alcuni di loro arrivano, tra le 23 e l'1 di notte, al campo 4. A quell'ora sulla montagna ci sono ancora nove scalatori. Di questi alcuni (l'irlandese McDonnell, l'italiano Confortola, raggiunti poi dall'olandese van Rooijen) più indietro rispetto agli altri, decidono di aspettare l'alba bivaccando, mentre altri proseguono lentamente nella discesa.

### 2 agosto
Il mattino dopo, alle 6, prima van Rooijen e, un po' più tardi, McDonnell e Confortola, iniziano la discesa dal bivacco. Sopra il traverso, mentre van Rooijen continua la discesa, l'italiano e l'irlandese si fermano ad aiutare due coreani e il portatore nepalese Jumic Bhote che, nel tentativo di discesa notturna, sono scivolati e rimasti appesi a testa in giù ad alcune corde fisse.
A questo punto i racconti divergono. Secondo la versione di Confortola (riportata poi da diversi resoconti giornalistici e ribadita dall'alpinista nel suo libro Giorni di Ghiaccio del 2009) durante il tentativo di salvataggio, durato circa tre ore, Gerard McDonnell d'un tratto si allontana inspiegabilmente per risalire il seracco, "forse per fare delle foto", secondo Confortola. L'italiano, perse le tracce del compagno e dopo aver assicurato i tre, chiama con la radio di uno di loro i soccorsi anche per se stesso e inizia la discesa da solo, senza attendere McDonnell. Alcune ore dopo, già raggiunto dai soccorsi, Confortola crede di riconoscere tra le scariche di una valanga proveniente dal seracco gli scarponi gialli indossati da McDonnell.
Ma una foto e la testimonianza di Pemba Gyalje hanno smentito questa ricostruzione. Secondo Pemba Gyalje, l'italiano gli avrebbe raccontato che McDonnell stava risalendo il seracco per allentare le corde fisse e rendere più facile la liberazione dei tre. Confortola avrebbe quindi chiamato i soccorsi e stabilizzato gli alpinisti in difficoltà ma anche abbandonato il gruppo senza attendere McDonnell, che morirà poco dopo. Inoltre Pemba Gyalje ha dichiarato di essere stato chiamato verso le 15 da Pasang e Tsering Bhote, i due portatori inviati dal leader della spedizione coreana in soccorso dei compagni, che gli confermarono sia di aver raggiunto i tre rimasti appesi alle corde fisse liberi e vivi, sia di averli trovati alla fine del Traverso seguiti a poca distanza da un alpinista in pantaloni rossi, poco dopo colpito e fatto cadere da un altro distacco di seracco. "Solo un alpinista indossava questo completo: l'irlandese Gerard McDonnell". Infine, anche il portatore Karim Meherban, sparito sin dal giorno precedente, portava degli scarponi gialli, forse confusi da Confortola con quelli dell'irlandese. Una foto straordinaria scattata da Pemba Gyalje mostra la situazione sul K2 alle 10 del mattino.
Comunque siano andate le cose, sul tratto sommitale del K2 alle 15 del 2 agosto 2008 ci sono van Rooijen, perso lungo la via Cesen anche a causa di una parziale cecità; Confortola, raggiunto, esausto e addormentato tra la fine del Collo di bottiglia e il campo 4, da Pemba Gyalje; e il gruppo di cinque alpinisti (i due coreani e lo sherpa rimasti impigliati nelle corde fisse e i due sherpa andati in loro soccorso) che scende lungo il Collo di bottiglia dopo il salvataggio. Intorno a quell'ora un'ultima valanga investe il gruppo che scende, lasciando vivo solo Tsering Bhote. La valanga arriva fino al punto in cui è Confortola, che viene protetto dalle scariche di neve e ghiaccio da Pemba Gyalje che vi si frappone col suo corpo.

### Dopo il disastro
Lo stesso Pemba, aiutato da Cas van de Gevel, sempre del team olandese, recupererà il giorno successivo anche Wilco van Rooijen, sperduto in stato confusionale lungo la via Cesen. L'eroismo di Pemba Gyalje Sherpa gli è valsa la copertina del numero di dicembre 2008/gennaio 2009 del «National Geographic Adventure», mentre Gerard McDonnell, dopo un riesame delle testimonianze, è stato nominato Best of ExplorersWeb 2008 per il suo "incredibile coraggio".

## Le vittime

### 1º agosto
| Nome              | Nazionalità | Causa della morte                              | Luogo della morte                             |
| ----------------- | ----------- | ---------------------------------------------- | --------------------------------------------- |
| Dren Mandić       | Serbia      | Caduta durante la salita                       | In salita al termine del Collo di bottiglia   |
| Jehan Baig        | Pakistan    | Caduta durante il recupero del corpo di Mandić | Tra il Collo di bottiglia e campo 4           |
| Rolf Bae          | Norvegia    | Valanga dovuta al distacco di un seracco       | Collo di bottiglia                            |
| Hugues D’Aubarede | Francia     | Caduta durante la discesa                      | Collo di bottiglia                            |
| Meherban Karim    | Pakistan    | Disperso durante la discesa (probabile caduta) | Luogo sconosciuto (probabilmente sul Seracco) |

### 2 agosto
| Nome             | Nazionalità   | Causa della morte                        | Luogo della morte  |
| ---------------- | ------------- | ---------------------------------------- | ------------------ |
| Gerard McDonnell | Irlanda       | Valanga dovuta al distacco di un seracco | Traverso           |
| Kyeong-Hyo Park  | Corea del Sud | Valanga dovuta al distacco di un seracco | Collo di bottiglia |
| Hyo-Gyeong Kim   | Corea del Sud | Valanga dovuta al distacco di un seracco | Collo di bottiglia |
| Dong-Jin Hwang   | Corea del Sud | Valanga dovuta al distacco di un seracco | Collo di bottiglia |
| Jumic Bhote      | Nepal         | Valanga dovuta al distacco di un seracco | Collo di bottiglia |
| Pasang Bhote     | Nepal         | Valanga dovuta al distacco di un seracco | Collo di bottiglia |